# Ceragem
Ceragem Global Network este o corporație extinsă în peste 50 de țări care comercializează un aparat de termomasaj care utilizează pietre de jad încălzite.
Aparatele sunt produse în Coreea de Sud.
Compania a intrat și în România în anul 2006, oferind masaje gratuite în vederea atragerii de clienți.
În anul 2009, în România funcționau 26 de asemenea centre de masaj gratuit.
Potrivit companiei, aceste pietre ar stimula Qi-ul, adică forța vitală din organism, "ceea ce duce la o îmbunătățire generală a sănătății".
Un aparat simplu costă 1.146 de euro, iar un pat de masaj ajunge la 2.400 de euro.
Aparatele Ceragem nu sunt recunoscute de statul român ca fiind ustensile medicale, ci pur și simplu aparate de masaj.
Compania este prezentă și în Republica Moldova.